# Big Bear
Pour les articles homonymes, voir Big Bear (homonymie).
 (décembre 2016).
Big Bear (vers 1825-17 janvier 1888), Gros Ours en français, ou Mistahimaskwa (Mistihai'muskwa en cri) était un chef de la nation des Cris des Plaines au Canada. Son père était ojibwé et il se considérait lui-même ojibwé. Il est surtout connu pour avoir été un chef de la résistance des Amérindiens dans les Prairies canadiennes face au gouvernement canadien pendant la seconde moitié du XIXe siècle. Il fut emprisonné après la Rébellion du Nord-Ouest et mourut peu après sa libération.

## Biographie

### Enfance
Mistahimaskwa est né vers 1825 dans l'actuelle Saskatchewan. Son père, Black Powder (Mukatai), était un chef ojibwé, probablement saulteau, et sa mère est inconnue, mais était soit crie soit ojibwée,. En fait, son père dirigeait une petite bande d'une douzaine de huttes composée de Cris, d'Assiniboines et d'Ojibwés qui campaient habituellement près du lac Jackfish (en) dans l'actuelle Saskatchewan où ils vivaient dans les bois à l'abri de la tribu rivale des Pieds-Noirs (ou Blackfoot). En effet, les Cris étaient alliés avec les Assiniboines et les Corbeaux (ou Crows) contre les Pieds-Noirs.
En 1827, la paix fut établie entre les Cris et les Blackfoot qui allaient dorénavant jusqu'à camper et combattre ensemble. Les Blackfoot tournèrent alors leurs efforts de guerre contre les Corbeaux, les Kootenays et les Nez-Percés. De plus, Black Powder et sa bande abandonnèrent de plus en plus les forêts pour les plaines, troquant le canot pour le cheval, mais conservèrent la région du lac Jackfish comme lieu de campement hivernal.
Jusqu'à l'âge de sept ans, Mistahimaskwa était élevé par les femmes de la bande qui s'adonnaient surtout à la cueillette des fruits et des racines. Après cela, il fut pris en charge par les hommes qui lui enseignèrent comment chasser, trapper, pêcher, monter à cheval et tirer à l'arc tant en forêts que dans les plaines ; il fut également initié à la stratégie militaire. Bien que son père était Ojibwé, il apprit d'abord à parler cri, mais apprit également l'ojibwé. Au cours de l'hiver et du printemps 1832-1833, la bande connut la famine due à l'absence de bisons, les poussant à se rendre plus loin pour chasser et brisant ainsi la paix avec les Pieds-Noirs.
En 1837, la variole fut apportée en Amérique par les Européens décimant des camps complets dans les Prairies,. Le camp de Black Powder fut touché par la maladie. Mistahimaskwa la contracta, mais y survécut. Elle lui laissa tout de même des marques permanentes au visage. Les Pieds-Noirs furent également touchés par cette maladie et perdirent les deux tiers de leur population, permettant ainsi aux Cris d'occuper plus de territoires dans les plaines,.
Mistahimaskwa était perçu comme un garçon sage, intelligent et sociable. De plus, son ascendance ojibwée le rendait différent de la plupart des autres garçons cris de la bande. En effet, bien que les cultures crie et ojibwée étaient très similaires, les Ojibwés étaient davantage reconnus pour leur spiritualité et leur médecine. Mistahimaskwa eut sa première vision peu après l'épidémie de variole : il vit que les Blancs allaient arriver pour acquérir les terres. Cependant, à cette époque, les Blancs ne possédaient que quelques forts dans les Prairies et la majorité des Cris ne voyait pas comment ni pourquoi ils prendraient de l'expansion.
Vers l'âge de douze ans, Mistahimaskwa devint un guerrier et participa à de nombreux raids contre les Pieds-Noirs, particulièrement les Kainais (ou Gens-du-Sang). Ils rapportaient des chevaux qu'ils volaient sur les camps pieds-noirs et les donnaient à son père, sa parenté et à ceux dans le besoin au sein de la bande, en gardant très peu pour lui-même. La générosité était un trait important pour un futur chef, mais le fait qu'il ne gardait pas de chevaux était également relié à une vision qu'il a eue et qu'il a interprétée comme un signe qu'il ne devait pas posséder un grand troupeau. En effet, en plus d'être un excellent guerrier, Mistahimaskwa était reconnu pour son côté religieux et ses visions,.

### Jeune adulte
À la vingtaine, Mistahimaskwa était devenu un guerrier respecté et il était également reconnu pour sa spiritualité et son charisme bien qu'il soit petit et qu'il ait des marques de la petite vérole au visage. Vers cet âge, il maria une Ojibwée nommée Sayos, la première de ses cinq femmes qui demeura toujours sa préférée et qui est la seule Ojibwée, les autres étant des Cries. À l'instar de Mistahimaskwa, elle avait grandi avec les Cris. Après leur mariage, ils déménagèrent dans leur propre hutte, mais demeurèrent dans le camp de Black Powder. Mistahimaskwa délaissa peu à peu la guerre pour fonder une famille. Leur premier enfant fut une fille qu'ils nommèrent Nowakich. Peu avant les années 1850, ils eurent leur premier fils, Twin Wolverine, et leur second, en 1851, Imasees (ou Ayimasees).
Mistahimaskwa faisait partie de la « société des guerriers » qui avait la responsabilité de garder le camp, de mener la chasse aux bisons et d'établir la loi et l'ordre dans le camp. Il ne participait que rarement aux raids, mais était toujours prêt à assurer la défense du camp.

### Résistance

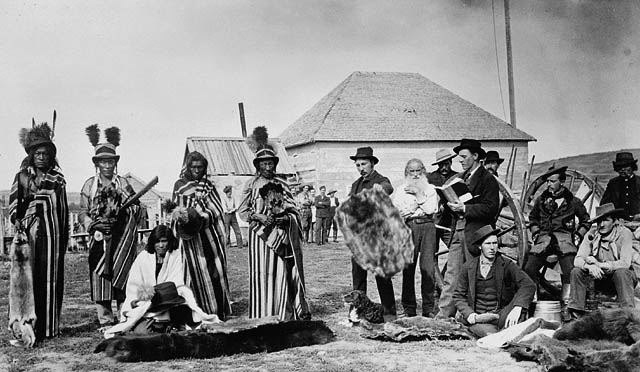
Gros Ours faisant de la traite au fort Pitt, Saskatchewan en 1884.

Au cours de la seconde moitié du XIXe siècle, le gouvernement canadien commença à négocier une série de traités de restitution des terres aux Indiens. Big Bear, l'un des négociateurs du Traité no 6, refusa de signer, décriant le traité comme injuste et biaisé en faveur des colons canadiens. Il fit alors campagne contre les divers traités auprès des tribus indiennes de la région, essayant de conclure des alliances avec elles pour que toutes les tribus créent, par le biais des traités, des réserves contiguës les unes aux autres pour se trouver en présence d'une nation indienne en plein cœur du Canada. Lorsque le gouvernement apprit ce plan, il le rejeta fermement, quand bien même les traités autorisaient les Indiens à s'installer là où ils le souhaitaient. Pour renforcer son réseau d'alliances, Big Bear alla même jusqu'à s'associer avec ses vieux rivaux, les Pieds-Noirs (Blackfoot) du chef Crowfoot.
En dépit de ses efforts, le Traité no 6 fut signé et, avec l'épuisement des troupeaux de bisons, les Cris furent décimés par la famine en moins de dix ans. L'assistance gouvernementale canadienne fut minimale. Lorsque les Métis de Louis Riel et Gabriel Dumont déclenchèrent la Rébellion du Nord-Ouest en 1885, Big Bear et ses guerriers furent sévèrement punis en dépit d'une implication minimale. Les troupes envoyées pour prendre Batoche furent également utilisées pour réprimer les Cris et Big Bear fut condamné à trois ans de prison.
Il décéda peu après sa libération dans la réserve de Poundmaker en Saskatchewan le 17 janvier 1888.